# Jean Daligault
Jean Daligault, né le 8 juin 1899 à Caen et mort à Dachau le 28 avril 1945 (20 mars 1945 en marge de son acte de naissance), est un prêtre, résistant et artiste français.

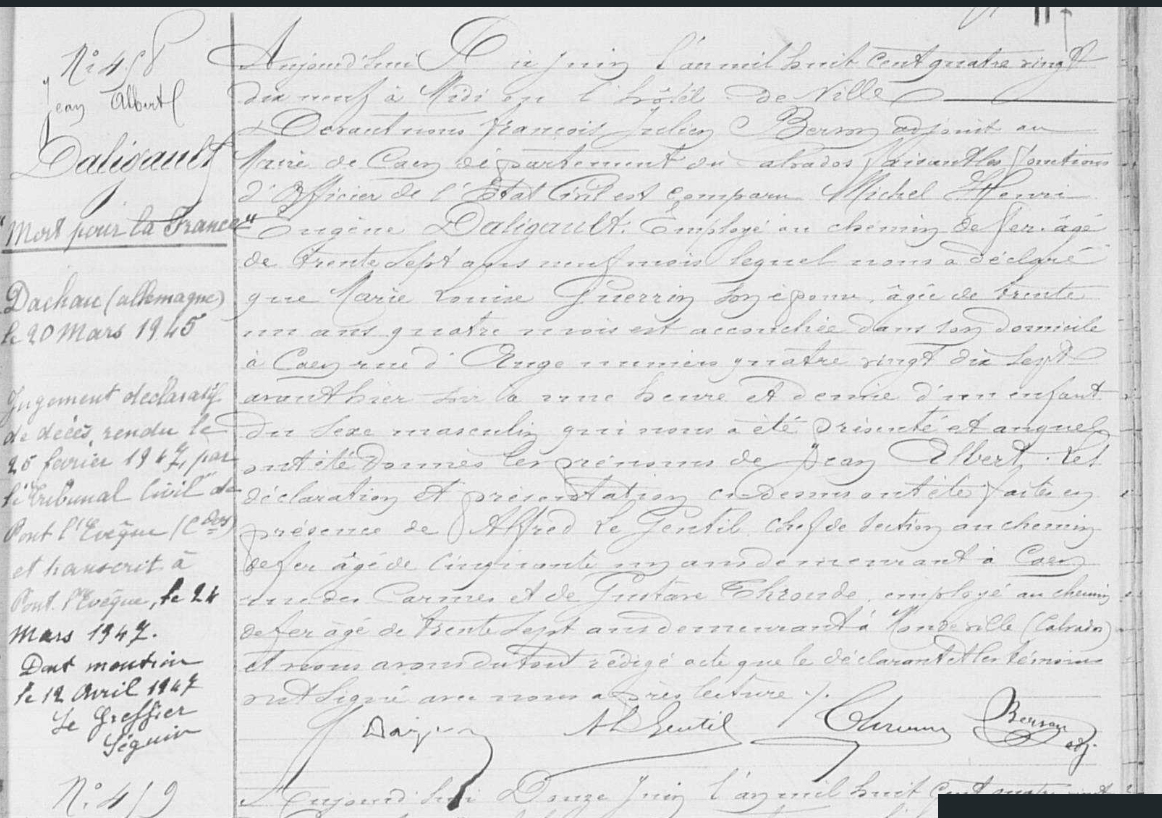
Acte de naissance de Jean Daligault (Archives Départementales du Calvados)

## Biographie
Avec des amis, il rejoint l'Armée volontaire, un des premiers réseaux de résistance. Il est arrêté en août 1941. Victime de la procédure Nacht und Nebel, il est déporté le 9 octobre 1942 au SS-Sonderlager d'Hinzert. Après cinq mois de détention, il est transféré dans les prisons de Trèves, Wittlich, et Cologne puis de nouveau à Trèves le 8 septembre 1943. Le 29 novembre 1943, il est jugé et renvoyé à la prison de Trèves. C'est dans cette prison qu'il réalise la majorité de son œuvre. La collection a échappé au bombardement allié et fut retrouvée dans la maison de l’aumônier de la prison. 
En dépit du calvaire de sa détention, il arrive à faire preuve d’humour. Il utilise tous les supports à sa disposition : planche de lit, pied de tabouret, lambeaux de papiers journaux… Il confectionne ses pigments à l’aide des couleurs grattées sur les murs de sa cellule.
Transféré à Dachau, il est abattu d’une balle dans la nuque, la veille de la libération du camp.
Près de 200 de ses œuvres sont ramenées en France par l'abbé Joseph de la Martinière. Il laisse derrière lui une collection importante de dessins, de peintures et de sculptures . La Légion d'honneur, réclamée à titre posthume, lui fut refusée…[réf. nécessaire] Une salle lui est consacrée au Musée de la Résistance & de la Déportation de Besançon, dans l’enceinte de la citadelle de Besançon.